# Sputnikmusic
Sputnikmusic is een commerciële website waar leden cd-recensies kunnen lezen en schrijven en over bands kunnen discussiëren.

## Geschiedenis
Sputnikmusic is voortgekomen uit een forum, MusicianForums, bedoeld voor cd-besprekingen. In januari 2005 werd het forum gesloten en werd Sputnikmusic opgericht.

## Genres
De bands en albums zijn opgedeeld in verschillende genres:
- heavy metal
- punk
- alternative / indie
- rock
- hiphop
- pop
- overig

Jaarlijks wordt er per genre een lijst samengesteld met de best scorende albums. De jaren 60 en jaren 70 zijn weergegeven als één jaar.